# Новоград-Волинська центральна міська бібліотека ім. Юрія Ковальського
Центральна міська бібліотека ім. Юрія Ковальського - заснована у 1972 р., ім’я Юрія Ковальського було присвоєно у 2013 р. Сьогодні бібліотека входить до Новоград-Волинської міської централізованої бібліотечної системи. У фондах бібліотеки зберігається понад 55 тис. томів видань. Розташована в м. Звягель у приміщенні міського Палацу культури ім. Лесі Українки.

## Історія
Історія центральної міської бібліотеки розпочалася в 1972 році, коли в місті було побудовано і здано в експлуатацію міський Палац культури. У його приміщенні було виділено читальний зал, яким користувалися як працівники культури, так і населення міста. Тут знаходилось декілька шаф, книжкових стелажів, на яких розміщувались книги та періодичні видання. Згідно з наказом обласного управління культури в 1974 році читальний зал перейменовано на міську бібліотеку для дорослих №2. Її площа займала 252м2. Першим завідувачем призначено партійну людину з вищою освітою Лазаренка Петра Івановича, його помічником Григоренко Зою Василівну, які не мали фахової освіти. Основним завданням в роботі бібліотеки було формування фонду, забезпечення книгами дорослого населення міста. 
Згідно з рішенням виконкому міської Ради народних депутатів від 01.08.1979 р. №275 бібліотеки міста об’єднують в міську централізовану бібліотечну систему з 1 січня 1980 року (голова виконкому О.Г. Нестерчук). Першим директором міської централізованої бібліотечної системи призначено Сугак Оксану Трохимівну, її заступником по роботі з дітьми Дубінську Євгенію Олександрівну. 
В період з 1974 по 1980 роки універсальний фонд бібліотеки суттєво збільшився і нараховував 30302 прим. док. У 1980 р. бібліотека для дорослих №2 стає центральною міською бібліотекою. В ці роки найбільша увага приділялась створенню зведеного довідково-бібліографічного апарату, а також переведенню наявного фонду на нові таблиці бібліотечно-бібліографічної класифікації. Кількість читачів бібліотеки збільшується до 3тис., ведеться диференційована робота з окремими групами читачів, проводяться різноманітні масові заходи, які набули популярності в місті. Їх відвідували сім’ями. 
У 1993 році при бібліотеці створено сімейний клуб «Світлиця». Керівником клубу впродовж багатьох років була активна читачка бібліотеки - Середенко Олена Андріївна. Тематика засідань клубу була розрахована на людей різного віку. Особливий інтерес читачів викликали літературні вечори, усні журнали з циклу «Джерела духовності». 
Згідно з наказом по міській централізованій бібліотечній системі від 04.08.1995 р. бібліотека розпочинає надавати додаткові види платних послуг для користувачів, зокрема видача літератури підвищеного попиту, нічний абонемент, довідково-аналітичні послуги, ксерокопіювання документів та ін. Їх асортимент з кожним роком розширюється. 
У 2010 році розпочав свою роботу підлітковий клуб «Криниченька», основні завдання якого – сприяння творчій самореалізації, естетичному вихованню і культурному розвитку молоді. 
У 2003 році центральна міська бібліотека одна з перших запровадила комп'ютерні послуги, з 2008 року - доступ до мережі Інтернет. Починаючи з 2004 року за підтримки органів місцевої влади центральна міська бібліотека бере участь у різних конкурсних проектах з метою отримання гранту. У 2011 р. бібліотека увійшла до переможців 2-го раунду конкурсу «Організація нових бібліотечних послуг з використанням вільного доступу до Інтернету». З жовтня 2011 р. в бібліотеці працює сучасний Інтернет-центр. Працівники бібліотеки ведуть активну соціокультурну діяльність, беруть участь в різноманітних конкурсах, акціях, організовують виїзні книжкові експозиції до всіх знаменних дат та загальноміських заходів. 
30 травня 2013 р. під час пленарного засідання сесії міської ради прийнято рішення присвоїти ім'я почесного громадянина міста, автора слів гімну міста Юрія Івановича Ковальського центральній міській бібліотеці. З цієї нагоди в рамках Міжнародного свята літератури і мистецтв «Лесині джерела» відбулися урочистості. 
З 1981 року по 2011 рік відділ обслуговування бібліотеки очолювали - Шапран Тетяна Сергіївна, Деркач Анелія Станіславівна, Тищик Антоніна Андріївна, Онищук Людмила Вікторівна, з 2013р. відділ очолює Мельник Тетяна Миколаївна. 
Історія бібліотеки нерозривно пов’язана з долею тих, хто в ній працював. Це Антипчук І.В., Дерябіна І.Е., Чернецька І.М., Монджиєвська К.І., Колесник Т.І., Децик І., МалашенкоЛ.Д., Калитенко Л.А., Іванова Н.Ф., Забродська С.С., Гарбовська Л.В., Скопець Л.М. та ін. 
З 2007 року ЦМБ щороку організовує та проводить заходи в рамках Міжнародного свята літератури і мистецтв «Лесині джерела». З 2012 року організатором та ведучою Всеукраїнського конкурсу професійних виконавців художнього слова ім. Лесі України є директор міської централізованою бібліотечної системи Онищук Людмила Вікторівна. 
За 2011 рік переможцем у галузі культури визнано міську централізовану бібліотечну систему на чолі з директором Михацькою Валентиною Яківною. Фото колективу було винесено на міську дошку пошани у міському Парку культури і відпочинку. 
З лютого 2013 року колектив центральної міської бібліотеки ім. Юрія Ковальського очолює директор Онищук Людмила Вікторівна. В цьому ж році у відкритому рейтингу популярності «Гордість міста» у сфері соціально-культурного розвитку кращою визнано центральну міську бібліотеку ім. Юрія Ковальського за активну діяльність з популяризації книги, читання, плідну та творчу роботу. 
Бібліотека щорічно обслуговує понад 3 тис. користувачів, яким видається майже 64 тис. прим. док., відвідування складає 19 тис. Формування єдиного фонду ЦМБ на різних носіях інформації здійснюється з урахуванням економічного, культурного, соціального і духовного життя міста, сучасних запитів і потреб основних груп користувачів. 
Універсальний книжковий фонд бібліотеки складає понад 52 тис. прим. док. Основна частина фонду перебуває у відкритому доступі, що дозволяє читачеві самостійно вибрати потрібну книгу. Для послуг користувачів широкий вибір періодичних видань. Бібліотека є важливим центром життя місцевої громади, активно популяризує діяльність органів місцевої влади та місцевого самоврядування, є учасницею Мережі пунктів доступу громадян до офіційної інформації. 
Сьогодні центральна міська бібліотека ім. Юрія Ковальського це:
- одна з найбільших книгозбірень міста;
- інформаційно-просвітницький центр для громади міста;
- загальнодоступний освітній центр;
- центр спілкування та культурного дозвілля користувачів;
- центр методичної та консультативної допомоги бібліотекам міста;
- впровадження сучасних форм і методів бібліотечного обслуговування.

## Структура бібліотеки
```
            Адміністрація МЦБС:
```

- Онищук Людмила Вікторівна , директор МЦБС, завідувач центральною міською бібліотекою;
- Малошук Григорій Миколайович, заступник директора МЦБС по господарській роботі.

Організаційно – методичний та інформаційно-бібліографічний відділ: 
- Соломончук Валентина Володимирівна, провідний методист;
- Швецова Ольга Святославівна, бібліограф 1-ї категорії;
- Лавренюк Сергій Ігорович, інженер-програміст.

Відділ комплектування і обробки документів: 
- Туровська Галина Михайлівна, редактор 1-ї категорії;
- Лук’янчук Наталія Іванівна, бібліотекар.

Адреса адміністрації МЦБС: 
- вул. Замкова, 3/6;

```
           Відділ обслуговування: 
```

- абонемент;
- читальна зала;
- Інтернет-центр.

Вас обслуговують:
- Мельник Тетяна Миколаївна, завідувач відділом обслуговування;
- Кобрина Олена Анатоліївна, провідний бібліотекар;
- Петровська Марія Аркадіївна, бібліотекар 1 категорії;

Адреса відділу обслуговування:
- пл. Лесі Українки, 9

Чекаємо на вас:
- з 9.00 до 18.00
- Обідня перерва з 13.00 до 14.00
- Вихідні дні: неділя, понеділок.

Останній день кожного місяця - санітарний.
У читальній залі користувачі можуть скористатися цінними книгами, словниками, енциклопедичними та довідковими виданнями, посібниками, періодичними виданнями – журналами та газетами. Для комфорту та зручності читачів створюються тематичні книжкові виставки, виставки нових надходжень, періодичних видань. У читальній залі розміщений фонд краєзнавчих видань. Для зручності користувачів є коворкінг-зона та безкоштовна wi-fi зона. Із абонементу книги можна брати додому. Для читачів тут великий вибір художньої літератури, книг для навчання та відпочинку. На абонементі організовуються тематичні виставки літератури, виставки нових надходжень, до знаменних і пам'ятних дат. При бібліотеці працює сімейний клуб «Світлиця» для організації змістовного дозвілля користувачів, засідання якого проходять щоквартально, теми і форми засідань визначають учасники. Клуб популяризує історію та літературу рідного краю, українські звичаї і традиції, здобутки і надбання майстрів народної творчості і прикладного мистецтва. 

## Послуги
- видача документів у тимчасове користування;
- допомога в підборі літератури;
- тематичне інформування читачів шляхом усного оповіщення;
- виконання бібліографічних запитів;
- інформування про нові надходження літератури;
- підготовка тематичних добірок літератури;
- організація культурно-масових заходів, книжкових виставок і екскурсій бібліотекою;
- продовження терміну користування книгами і періодичними виданнями;
- користування комп'ютером;
- Wi-Fi-доступ до мережі Інтернет та coworking-зона;
- запис інформації на електронні носії.